# 2018년 동계 올림픽 모나코 선수단
2018년 동계 올림픽 모나코 선수단은 대한민국 평창에서 개최되는 2018년 동계 올림픽에 참가하는 올림픽 모나코 선수단이다. 2018년 1월 24일에는 공식 대표팀 명단이 공개됐다. 이번 대회에서는 알파인스키와 봅슬레이의 두 종목에 총 네 명의 선수가 출전할 예정이다.
대표팀 공개 행사에서 알베르 2세의 발표로 개막식에 모나코 국기를 들고 입장할 기수도 공개됐는데, 봅슬레이 팀의 루디 리날디 선수였다.

## 참가 선수
다음은 각 종목별 참가선수 현황이다.
| 종목       | 남자 | 여자 | 총합 |
| ---------- | ---- | ---- | ---- |
| 알파인스키 | 1    | 1    | 2    |
| 봅슬레이   | 2    | 0    | 2    |
| 총합       | 3    | 1    | 4    |

## 메달 집계
| 종목 | 1 | 2 | 3 | 합계 |
| 합계 |   |   |   |      |

## 봅슬레이
2017-18 봅슬레이 월드컵 순위결과에 따라 모나코에는 총 한 팀의 출전권이 배정됐다.
| 선수                   | 세부 종목 | 1차 시기 | 1차 시기 | 2차 시기 | 2차 시기 | 3차 시기 | 3차 시기 | 4차 시기 | 4차 시기 | 합계 | 합계 |
| 선수                   | 세부 종목 | 기록     | 순위     | 기록     | 순위     | 기록     | 순위     | 기록     | 순위     | 기록 | 순위 |
| 루디 리날디* 보리스 뱅 | 2인승     |          |          |          |          |          |          |          |          |      |      |

## 알파인 스키
모나코는 총 두 명의 선수에게 출전권이 부여됐으며 남녀 한 명씩이다.
| 선수              | 종목            | 1차  | 1차  | 2차  | 2차  | 총합 | 총합 |
| 선수              | 종목            | 시간 | 순위 | 시간 | 순위 | 시간 | 순위 |
| ----------------- | --------------- | ---- | ---- | ---- | ---- | ---- | ---- |
| 올리비에 주노     | 남자 복합       |      |      |      |      |      |      |
| 올리비에 주노     | 남자 대회전     |      |      |      |      |      |      |
| 올리비에 주노     | 남자 회전       |      |      |      |      |      |      |
| 올리비에 주노     | 남자 슈퍼대회전 |      |      |      |      |      |      |
| 알렉산드라 콜레티 | 여자 복합       |      |      |      |      |      |      |
| 알렉산드라 콜레티 | 여자 활강       |      |      |      |      |      |      |